# Farako (Kolondiéba)
Pour les articles homonymes, voir Farako.
Farako est une localité et une commune rurale du Mali, chef-lieu d'arrondissement  dans le cercle de Fakola et la région de Bougouni.

## Villages
La commune s'étend sur 14 localités relevées lors du recensement général de 2009. 
Les villages les plus peuplés sont :
- Gourouko (2 015 habitants)
- Dignan (1 926 habitants)
- Fatou (1 644 habitants)